# Ordre militaire de Savoie
Ne doit pas être confondu avec Ordre civil de Savoie.

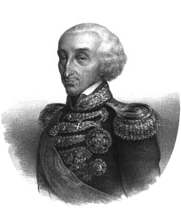
Victor Emmanuel I

L’ordre militaire de Savoie fut institué le 14 août 1815 par le roi Victor-Emmanuel Ier de Savoie. Il le destina à récompenser les services militaires. En 1855, le roi de Sardaigne Victor-Emmanuel II de Savoie remet l'ordre militaire de Savoie à l'honneur et renouvelle les différentes décorations par décret du 28 septembre 1855. Une autre réforme intervint en 1857. Quatre classes existaient originellement :
- chevaliers ;
- officiers ;
- commandeurs de 1re et de 2e classe ;
- grands-croix.

Le ruban est tiercé d'une bande rouge entre deux bandes bleu azur. Le roi est le grand-maître de l'ordre. Le ministre de la guerre fait office de chancelier et de trésorier ; le secrétaire est choisi par le roi parmi les militaires appartenant à l'ordre.
La croix est en or, à quatre branches égales lancéolées et recouvertes d'émail blanc. Entre les branches figure une guirlande de chêne à droite, de laurier à gauche, émaillée en vert (on rencontre parfois l'inverse). À l'avers, au centre de la croix, sur un médaillon émaillé en rouge figure une croix de Savoie en émail blanc autour de laquelle est écrit, dans un cercle en émail rouge ou blanc, "Al Merito Militare". Au revers, le médaillon porte deux sabres passés en sautoir (pointes vers le haut), surmontés du millésime 1855 ; de part et d'autre des sabres sont placées les deux lettres calligraphiées "VE', monogramme du roi. La croix d'officier est surmontée d'un trophée. Celles de commandeur de 1re classe et de grand-croix sont surmontées d'une couronne royale. Les grands-officiers et les grands-croix portent une plaque sur leur habit.
Dès le 14 juin 1946, juste après la chute de la monarchie, cet ordre ne fut plus décerné. L'ordre militaire de Savoie fut renommé ordre militaire d'Italie par un décret législatif du 2 janvier 1947, puis il fut réorganisé par la loi du 9 janvier 1956 : le ruban est inchangé ; la médaille est quasiment identique (la croix de Savoie est remplacée par les deux lettres R & I, sur l'avers ; au revers le monogramme "VE" disparaît et la date de 1947 est ajoutée sous les sabres en sautoir) ; cette nouvelle version républicaine de l'ordre militaire de Savoie comporte désormais les 5 classes habituelles :
- chevalier ;
- officier ;
- commandeur ;
- grand officier ;
- grand-croix.

|           |          |            |                |                          |
| Médaille  |          |            |                |                          |
|           |          |            |                |                          |
| Ruban     |          |            |                |                          |
| Chevalier | Officier | Commandeur | Grand Officier | Chevalier de Grand-croix |